# Актогай (селище)
Актога́й (каз. Ақтоғай) — селище у складі Аягозького району Абайської області Казахстану. Адміністративний центр та єдиний населений пункт Актогайської селищної адміністрації.
Населення — 5195 осіб (2021; 6251 у 2009, 5031 у 1999, 5846 у 1989).
Станом на 1989 рік селище мало статус селища міського типу.